# Магсайсай, Рамон
Рамон дель Фьерро Магсайсай (исп. Ramon del Fierro Magsaysay; 31 августа 1907[…], Иба, Insular Government of the Philippine Islands, США — 17 марта 1957, Mount Manunggal, Центральные Висайи) — государственный и политический деятель Филиппин. Занимал должность президента страны с 1953 по 1957 год.
Имя Рамона Магсайсая носит премия, часто называемая азиатским аналогом Нобелевской премии.

## Биография
Родился в городе Ибе на острове Лусон, где впоследствии работал школьным учителем. Хотя большинство филиппинской политической элиты было испанского происхождения, Магсайсай принадлежал к малайскому меньшинству. Он получил торговое образование в 1933 году и стал генеральным менеджером транспортной компании в Маниле. Во время Второй мировой войны Рамон командовал партизанским отрядом на острове Лусон, затем был назначен военным губернатором своей родной провинции когда Соединённые Штаты высадили десант на Филиппинах.
1 сентября 1950 года президент Эльпидио Кирино назначил Рамона министром обороны страны (до 28 февраля 1953, затем 1 января — 14 мая 1954 года). Хотя Магсайсай был либералом, Националистическая партия поддержала его на президентских выборах против Кирино в 1953 году. Магсайсай обещал реформы в каждом секторе филиппинской жизни, он был очень популярным среди населения за свою неподкупность и борьбу с коррупцией.
В области внешней политики Магсайсай придерживался проамериканского курса и выступал против распространения идей коммунизма во времена холодной войны. При нём Филиппины стали членом СЕАТО. Впрочем, с коммунистическими повстанцами из Хукбалахапа он вёл не только вооруженную борьбу, но и переговоры (через своего посланца Бенигно Акино-младшего).
До истечения срока полномочий в качестве президента Рамон Магсайсай погиб в авиакатастрофе, его сменил на посту вице-президент Карлос П. Гарсия.
Похоронен на Северном кладбище в Маниле.